# Fabricio Fuentes
Fabricio Fuentes (Río Cuarto, Córdoba, Argentina, 13 d'octubre del 1976) és un futbolista internacional argentí.

## Trajectòria
Es formà en les inferiors del Newell's Old Boys, club amb què debutà en la Primera divisió argentina el 1998.
Des del 1998 fins al 2001 jugà en les files del Newell's, jugant una gran quantitat de partits i, tot i ser defensa, marcà 10 gols en tres temporades. Fuentes és un gran jugador en els córners i és quan quasi sempre aconsegueix els gols.
El Newell's el va vendre al Vélez Sarsfield de l'Argentina en les quals milità dues temporades, jugant 36 partits i marcant 6 gols. A mitjan temporada el cediren al Guingamp EA de França.
El 2005 fitxà per l'Atlas de Mèxic en el principi de la segona temporada, quan només s'havien jugat 5 partits, el Vila-real CF d'Espanya es fixà en ell i fitxà pel club de la Plana Baixa.
La primera temporada en el club castellonenc va tenir una gran actuació jugant 33 partits i marcant 4 gols amb la samarreta grogueta.
La següent temporada no tingué molta sort a causa de les lesions, ja que a mitjans de la temporada es va lesionar de gravetat i li impedí jugar tot el que restava de temporada. Amb tot i això, jugà 12 partits i marcà 2 gols.
Fabri jugà el derbi davant el València CF a principis del 2009 substituint a Gonzalo Rodríguez i marcà en la treta d'un córner el gol 500 a Primera divisió del Vila-real CF.

### Internacional
Amb la Selecció de l'Argentina jugà un partit amistós davant la de Mèxic el 2005, on el seu combinat nacional actuà sols amb jugadors del campionat local. En aquest mateix partit va tenir la desgràcia de marcar un gol en contra que obrí el marcador; tot i això, poc després el seu company Rolando Zárate segellà l'1 a 1 final. El 2006 l'entrenador de l'Argentina Alfio Basile tornà a convocar-lo par a jugar partits amistosos però no va participar en cap.

## Palmarès
| Títol            | Club            | País      | Any  |
| ---------------- | --------------- | --------- | ---- |
| Torneig Clausura | Vélez Sársfield | Argentina | 2005 |